# Zadnji spust po Savi
Zadnji spust po Savi je bila odprava s kanuji po reki Savi od Sevnice do Brestanice, ki jo je organiziral sevniški župan Kristijan Janc. Odvijala se je v četrtek, 3. julija 2008. Končala se je tragično s 13 preminulimi. Velja za najhujšo nesrečo na vodi v Sloveniji.

## Namen in načrt spusta
Namen spusta je bil še zadnjič ogledati si Savo, preden jo ujamejo v pregrado Hidroelektrarne Blanca, se družiti z vsemi, ki so vpeti v projekt gradnje elektrarne in pokazati, da se lahko imajo prijetno. Dejanje bi imelo simbolni pomen, saj po zaprtju prehodnosti reke na Blanci spust ne bo več možen. 
26. junija 2008 je Kristjan Janc poslal Vabilo na zadnji spust po naravni strugi reke Save od Boštanja do Brestanice. V njem je zapisal: »Reka Sava spreminja svojo zunanjo podobo, zato vas vabim, da se še zadnjič, predno jo ujamejo v pregrado Hidroelektrarne Blanca, spustimo po njenem naravnem toku od železniškega mostu v Šmarju do Brestanice s čolni. V Savo se bomo spustili z rafti pod železniškim mostom v Šmarju v četrtek, 3. julija 2008 ob 16. uri v spremstvu izkušenih raftarjev in pod nadzorom gasilcev, ki nas bodo spremljali. Vožnjo bomo končali v Brestanici, kjer bomo nato ob Brestaniškem ribniku spust primerno zaključili. V Sevnico do naših avtomobilov se bomo vrnili z avtobusom...« Vabilu so se odzvali vsi povabljenci.
Dolžina načrtovane poti znaša okoli 15 kilometrov. Preveslali naj bi jo približno v dveh in pol do treh urah. Peljali naj bi se mimo hidroelektrarne Blanca, ki je bila uradno še vedno gradbišče. Na gradbišču so v ponedeljek, in sicer prej kot je bilo sprva načrtovano, minirali zaščitni zid. Ta je gradbišče varoval pred vdorom vode. Tako so reko iz struge preusmerili čez jez in prelivna polja. Pot po naravni strugi reke Save torej ni bila več mogoča. Čeprav osnovnega namena spusta ni bilo več možno doseči, so ga nameravali izpeljati. Predstavniki sevniške občine, ki so spust organizirali, so se oglasili na podjetju Hidroelektrarne na spodnji Savi, kjer so jim odločno odsvetovali spust čez prelivna polja blanške hidroelektrarne. 

## Udeleženci
Spusta se je udeležilo 31 ljudi, od tega 27 v štirih kanujih (v treh čolnih po 7 ljudi in v enem 6) in 4 v gasilskem spremljevalnem čolnu.
Preminule osebe so zapisane krepko, seznam se nanaša na čas ob vkrcanju v Boštanju.
1. sevniški čoln, udeleženci iz sevniške občine
- Ana Janc, žena župana Kristjana Janca
- Kristijan Janc (* 1960), župan Občine Sevnica in poslanec v Državnem zboru
- Marjan Kogovšek (* 1957), predsednik Krajevne skupnosti Boštanj, svetnik Občinskega sveta Občine Sevnica, strojnik opreme in vodja jezovne zgradbe v Jedrski elektrarni Krško
- Mihael Metelko (* 1963), predsednik Krajevne skupnosti Studenec
- Vladimir Ribič[7] (* 1970), vodja tehnične službe pri podjetju Infra
- Mitja Špilek (* 1982), s Čateža ob Savi, spremljevalec-krmar
- Janko Zemljak (* 1958), samostojni podjetnik (Gradbeni biro, projektiranje, inženiring in tehnično svetovanje)[8], pogodbeni sodelavec podjetja Infra[9] (nadzornik za tehnična dela Infre)

2. sevniški čoln, udeleženci iz sevniške občine
- Vojka Alif (* 1971), referentka za pripravo dela pri podjetju Infra[10], nekdanja sodelavka Radia Sevnica in kasneje Radia Brežice
- Rudolf Dobnik (* 1961), podžupan Občine Sevnica, svetnik Občinskega sveta Občine Sevnica
- Mateja Konajzler (* 1979), višja svetovalka splošne službe na sevniški občini in predsednica odbora za spremljanje gradnje Hidroelektrarne Blanca
- Bojan Lipovšek (* 1951), direktor Komunale Sevnica, predsednik Krajevne skupnosti Sevnica
- Aleš Logar (* 1973), iz Krmelja, spremljevalec-krmar, pripadnik Slovenske vojske
- Bogoslav Peklar (* 1949), predsednik Krajevne skupnosti Blanca
- Branko Safič (* 1942), svetnik Občinskega sveta Občine Mokronog - Trebelno, predsednik Občinskega odbora LDS Mokronog - Trebelno, predsednik Ribiške družine Marok Sevnica

1. krški čoln, udeleženci iz krške občine
- Albina Bezjak, predsednica posebne komisije za gradnjo Hidroelektrarne Krško, pooblaščenka Občine Krško
- Franc Bogovič (* 1963), župan Občine Krško, član nadzornega sveta Holdinga Slovenske elektrarne
- Bojana Bogovič, žena Franca Bogoviča
- Uroš Bogovič, (* 1998), najmlajši sin Franca in Bojane Bogovič
- Milan Jamnik, spremljevalec, lastnik kanujev
- Simona Lubšina, vodja Oddelka za urejanje prostora in varstvo okolja na Občini Krško

2. krški čoln, udeleženci iz krške občine
- Melita Čopar, direktorica Občinske uprave Krško
- Srečko Ocvirk, podžupan Občine Sevnica, edini sevniški predstavnik
- Božidar Resnik[11], direktor krškega komunalnega podjetja Kostak
- Metka Resnik, žena Božidarja Resnika, poslovna sekretarka na Občini Krško
- Tone Zakšek
- Tonika Zakšek, žena Toneta Zakška
- Edi Zidarič, vodja tehničnega sektorja v Termoelektrarni Brestanica

Gasilski spremljevalni čoln
- Goran Rovan, novinar, fotograf, dopisnik Radiotelevizije Slovenija
- Tomi Naglič, nečak Gorana Rovana, ljubiteljski fotograf in snemalec
- prostovoljni gasilec (1)
- prostovoljni gasilec (2)[12]

## Spust
V četrtek, 3. julija, so se povabljenci iz krške občine zbrali ob 15.15h pri gostišču Pečnik ob brestaniškem mostu. Ob pomenkovanju in pijači so se počasi odpravljali proti Sevnici. Tja so šli z nekaj avtomobili, ki jim je sledil kombi s prikolico in natovorjenimi kanuji. Ti so bili iz podjetja RentA iz Čateža ob Savi. Zbirališče je bilo pod železniškim mostom, kjer se je že zbrala vsa sevniška ekipa. Med pripravami so se dogovarjali tudi glede obhoda Hidroelektrarne Blanca. Po pričevanju novinarke Bojane Mavsar je bilo dvakrat ali trikrat slišati opozorilo: »Na Blanci se ustavimo, gremo s čolni na kopno, potem po drugi strani izza jezu spet nadaljujemo spust!« Pri elektrarni jih je pričakoval Bogdan Barbič, direktor Hidroelektrarn na spodnji Savi. Kristijan Janc je zbral druščino za skupinsko fotografiranje. Trije udeleženci, ki so bili odgovorni za čolne, so s seboj pripeljali tudi rešilne jopiče in jih ponudili, da si jih je vzel, kdor je hotel. Vzela sta si jih dva. Ko so izpluli, se je kombi namenil v smeri Brestanice.
Sevniški čoln je izplul prvi, zraven je krožil drugi sevniški čoln, medtem so potniki v krška čolna še vstopali. Ura je bila 16.20, ko so odrinili. Čoln, v katerem je bil Franc Bogovič, je že ob izpljavljanju manjši vrtinec obrnil v nasprotno smer – proti Celju, nakar so kanuisti poprijeli za vesla in čoln obrnili v pravo smer proti Blanci. Čolni so krenili s približno 10-metrsko medsebojno razdaljo. Za njimi se je peljal še gasilski čoln z motorjem in štirimi ljudmi na krovu.
Pri Radni, kjer Savo prečka peš most, je močan rečni tok zanesel drugi krški čoln tako, da je bočno treščil v skrajni desni steber mostu in se zlomil. Brodolomci so priplavali na obrežje. Na pomoč so jim priskočili veslači iz prvega krškega čolna. Iz njega sta potem izstopila Bojana in Uroš Bogovič, vstopili pa so Srečko Ocvirk in še nekaj drugih, ki so ostali brez čolna. Božidar Resnik se je še z nekaterimi, ki so ostali na bregu, s kombijem odpeljal do elektrarne. Krški čoln pa je v spremenjeni zasedbi skupaj s sevniškima dvema odveslal proti Blanci. Pot je tako nadaljevalo 21 čolnarjev od 27 ter štiričlanska ekipa gasilskega čolna. Prvi od štirih čolnov je prevozil komaj 1 kilometer poti, ko je moral zaradi nesreče odnehati.
Blanška elektrarna stoji 8 kilometrov od izhodiščne točke kanuistov. Krški čoln je bil prvi, ki je prispel do elektrarne, za njim sta priplula še sevniška. Pred elektrarno sta se sevniški ekipi začeli pregovarjati, ali naj zapeljejo kar čez jez ali ne. Jez se je, kakor je kasneje izjavil Goran Rovan, zdel na prvi pogled kakor brzica, podobna tistim na reki Krki. S čolni naj bi se preprosto zapeljali čeznjo in nadaljevali pot. Medtem ko se je krški čoln v skladu s predhodnim dogovorom usmeril proti levem bregu, sta si sevniški ekipi zadnji hip premislili in se odpravili proti jezu, za katerim se nahajajo nevarna prelivna polja. Krčani so za njimi kričali, naj se tudi oni usmerijo proti bregu oziroma naj počakajo vsaj toliko časa, da sami vidijo od spodaj, kako izgleda. Sevničani so se kljub temu zapeljali čez jez, najprej eden čoln, zatem še drugi, vsak v svoje prelivno polje, čez brzico, visoko kakšen meter. Slišati je bilo krike, za katere so veslači iz krškega čolna menili, da so posledica navdušenja in adrenalina. Tomi Naglič je ključni trenutek ujel na kamero, v tem času pa so bili Krčani že na kopnem. Kanuja sta se po predvidevanjih bočno prevrnila, eden pa se je tudi prelomil. Domneva se, da se je čoln prelomil na previsu jezu. Tam je poseben hrbet, ki se najprej dvigne, zatem pa strmo spusti 6 metrov globoko do betonske plošče prelivnih polj. Razen Ane Janc, ki jo je vodni sunek odnesel čez sifon, je močan rečni tok prelivnih polj ljudi pogoltnil in jih premetaval.

## Reševanje in iskanje pogrešanih
Krčani so takoj prenesli čoln na spodnjo stran jezu in poskušali proti toku pripluti bliže ponesrečencem, vendar neuspešno. Tudi gasilski čoln se je, ko so videli, da nekaj ni v redu, namenil reševat ponesrečence. V dogovoru s krškim čolnom, da se spustijo čez skrajno levi del jezu, saj je na predelu za njim voda najmirnejša, so se s polnim plinom pognali čez in pristali na drugi strani. Šele od tu so tudi oni zares videli, kaj se dogaja: čoln, ki je ostal cel, je premetavalo gor in dol, v bližini so plavala vesla, ljudi praktično ni bilo videti, nato pa so vendarle rešili Ano Janc, ki je bila še živa, in jo prepeljali na kopno. Od tam so se spet vrnili, nakar so iz vode potegnili še Vojko Alif in Matejo Konajzler ter tudi njiju eno po eno prepeljali na kopno, vendar za njiju niso vedeli, v kakšnem stanju sta. Najdene ponesrečence so že na čolnu oživljali, zatem pa so jih prepustili čolnarjem iz Krškega in se vrnili nazaj pred jez. Franc Bogovič je medtem tekel preko hidroelektrarne. Upal je, da bi se mogoče s kablom dalo kako pomagati, vendar se je poskus končal neuspešno.
Občani Sevnice so ob 17.32 obvestili Operativno-komunikacijski center Policijske uprave Krško o nesreči. Takoj po aktiviranju prostovoljnih in poklicnih gasilcev iz Sevnice so bile aktivirane tudi podvodne reševalne službe Vidre Krško ter službi iz Celja in Velenja, ki sta prispeli nekoliko kasneje. 15 do 20 minut po nesreči so na kraj nesreče prispeli reševalci in policisti. Začeli so z oživljanjem prvih treh najdenih oseb. Nato pa so jih prepeljali v bolnišnice. Ano Janc so odpeljali v celjsko, Vojko Alif v novomeško, Matejo Konajzler pa v brežiško. Vojko so že med prevozom ves čas oživljali in je bila brez življenjskih znakov. Po prihodu v Novo mesto so nadaljevali z oživljanjem, ki je bilo neuspešno. Mateja se je v brežiški bolnišnici celo noč borila za življenje. V petek dopoldne so sporočili, da je umrla. Anino zdravstveno stanje je bilo stabilno. V treh urah po nesreči so v dolžini do dveh kilometrov iz Save potegnili še Bojana Lipovška, Branka Safiča in Janka Zemljaka. Potapljači do takrat niso mogli v vodo, saj je bil tok premočan. S potopi so nameravali začeti ob 22.30, ko naj bi spustili zapornice in ustavili pretok vode čez jez. Ker pa zapornice še niso bile delujoče, so morali iz Maribora pripeljati hidravlični agregat. Z njim so zapornice dvignili, odstranili zagozde in jih do konca spustili. Ob 3. uri zjutraj so lahko prvi potapljači odšli v vodo. Hkrati ob vseh dejavnostih je bila tudi za svojce ponesrečencev vzpostavljena vsa potrebna pomoč. Pri akciji je ta dan sodelovalo 35 policistov iz Policijske uprave Krško, pripadniki posebne policijske enote, vodniki reševalnih psov ter policijski helikopter. Kraj nesreče so obiskali tudi dežurni preiskovalni sodnik, dežurni okrožni državni tožilec ter kriminalisti in kriminalistični tehniki, ki so opravili ogled kraja.
V petek, 4. julija, ob 4. zjutraj so tik za prelivnimi polji našli prvo truplo, ob 5. in 6. pa še dve. To so bili Kristijan Janc, Mihael Metelko in Mitja Špilek. Pet ljudi je bilo še vedno pogrešanih. Vodja intervencije za podvodno reševanje Bogdan Šajnovič je povedal, da je pri akciji sodelovalo 140 ljudi (potapljači, policisti, civilna zaščita in gasilci) in da so pregledali vseh 5 iztočnih polj. Del reševalnih ekip se je že popoldne prerazporedil nižje ob bregu Save, kjer so opazovali vodno gladino. Potapljači so poročali, da je voda na mestu nesreče globoka 10 metrov in da imajo zaradi umazane in deroče vode težave z vidljivostjo, ki je pri gladini znašala 30 centimetrov, na dnu pa so se morali zanašati zgolj na otip. Povedali so, da se je na dnu nahajal odvržen odpadni gradbeni material, betonski bloki in železne palice, zaradi česar je bilo potapljanje še bolj nevarno. Pod večer so reševalci privzdignili zapornici in spustili vodni tok z namenom, da bi le-ta prinesel na površje trupla, če bi bila morebiti zagozdena kje na dnu. Kljub temu ukrepu niso našli nobenega izmed pogrešanih. Nad prizoriščem nesreče je ves čas krožil policijski helikopter, krški gasilci pa so pri Hidroelektrarni Krško postavili vodno pregrado, kjer so ves čas spremljali naplavine.
V soboto, 5. julija, je v iskalni akciji sodelovalo 175 reševalcev. Čeprav je bilo predvideno, da bo akcija trajala le do sončnega zahoda, so z iskanjem nadaljevali. Policisti so svojcem petih preostalih pogrešanih oseb odvzeli vzorce DNK, da bi lahko kasneje lažje izvedli identifikacijo. Ob 20.10 je nekaj 10 metrov od jezu pod prelivnimi polji, potem ko so z gradbeno mehanizacijo porušili del, kjer je pod jezom Sava reševalcem najbolj oteževala delo, na površje priplavalo truplo Vladimirja Ribiča. Svojci so truplo tudi identificirali. Zaradi možnosti, da je katero izmed trupel odneslo na hrvaško stran, je Civilna zaščita Republike Slovenije prosila za pomoč hrvaško stran.
6. julija ob 9.30 so 6 kilometrov od elektrarne pri Brestanici s pomočjo helikopterja in raftarjev v rečni strugi našli truplo Rudolfa Dobnika. Samo 20 minut kasneje ob 9.50 pa so 200 metrov od elektrarne našli še Bogoslava Peklarja in Aleša Logarja. Okoli 19.55 ure je pri vasi Medsave pri Samoboru (Hrvaška), na predelu imenovanem Stara obala, brodnik Ivan V. (38 let) na produ pri svojem motornem čolnu naletel na truplo. Na truplu so bili že opazni znaki trohnobe. Prepeljano je bilo na Zavod za sudsku medicinu i kriminalistiku v Zagrebu. Slovenski policiti so zaradi velike verjetnosti, da gre za truplo še zadnjega pogrešanega Marjana Kogovška, tja poslali primerjalni vzorec DNK za lažjo identifikacijo.
7. julija so s policijskim helikopterjem še enkrat pregledovali ves odsek Save do slovensko-hrvaške meje, vse do Jedrske elektrarne Krško pa so reko opazovali raftarji in kajakaši. Iskalno akcijo so nadaljevali vsi razen potapljačev, ki jih je vodja reševanja Anton Travner pustil na kopnem. Vzrok za to odločitev je bila velika izčrpanost potapljačev, dejstvo, da so do takrat pregledali okoli 90 % vodne površine pod jezom in novica iz Hrvaške. V sosednji državi ni bilo namreč takrat nobenega pogrešanega iz okolice najdišča trupla, pa tudi višina, teža in stanje samega trupla sta ustrezala žrtvi, ki so jo še iskali.
8. julija okoli 10.00 je zagrebška policija obvestila slovenske kolege o rezultatih analize DNK. Ta je potrdila, da je najdeno truplo pripadalo Marjanu Kogovšku. Kraj, kjer so ga je brodnik našel, je po Savi od slovenske meje oddaljen 6 kilometrov, od blanške hidroelektrarne pa 25 kilometrov.
V celotni reševalni akciji je sodelovalo 1040 ljudi, od tega 198 predstavnikov specialnih enot, 140 ljudi iz podvodne reševalne službe, 16 raftarjev, 20 kajakašev, 3 jamarji oziroma gorski reševalci, 19 kinologov, 447 gasilcev, 39 delavcev v zdravstveni oskrbi in psihološki pomoči, 196 policistov, 96 pripadnikov Civilne zaščite in delavcev Uprave za zaščito in reševanje, 64 delavcev gradbišča, posredno pa še 122 policistov, ki so skrbeli za logistiko. Nesrečo so preiskovali tudi kriminalisti. V času akcije gradbišče elektrarne ni obratovalo. Z deli so nadaljevali po 8. juliju. Stroški akcije so znašali 28.747 evrov in jih je poravnala Vlada Republike Slovenije. Nekateri ustni viri so navajali, da so bila trupla čisto »polomljena«. To je bila verjetno posledica udarcev ob gradbeni material in v betonske razbijače, ki so sestavni del ploščadi na dnu prelivnih polj, služijo pa upočasnjevanju hitrih tokov, ki pridejo iz jezu. Po poročanju spletnega portala Radiotelevizije Slovenije naj bi krški čoln kot edini prispel na cilj.

## Odzivi medijev, politikov in drugih
Nezgoda je bila še isti in naslednji dan novica dneva. V vseh večjih časopisih ter spletnih novičarskih straneh je bila objavljena na prvi strani, podobno je bilo tudi pri televizijskih in radijskih informativnih oddajah. Vse dni do konca iskalne akcije (8. julija) so bile osvežene novice vedno zastopane. Sorazmerno z velikim zanimanjem splošne javnosti so se pojavljali tudi odzivi slovenskega političnega vrha.
Že 1 uro po nesreči, 3. julija približno ob 18.30, so na Policijski upravi v Krškem medijem potrdili, da se je na Blanci zgodila nezgoda. Dobre 4 ure kasneje je Generalna policijska uprava iz Ljubljane poročala, da poteka na območju Posavja intenzivna iskalna akcija. V poznih nočnih urah so na prizorišče prihiteli najvišji predstavniki države in nekaterih političnih strank, med njimi slovenski predsednik Danilo Türk, predsednik vlade Janez Janša z ministri Dragutinom Matejem, Andrejem Vizjakom in Karlom Erjavcem, generalni direktor policije Jože Romšek, poveljnik Civilne zaščite Miran Bogataj in predsednica Liberalne demokracije Slovenije Katarina Kresal.
V petek zjutraj je bila redna novinarska konferenca. V Državnem zboru so odpovedali vse aktivnosti, v preddverju velike dvorane v parlamentu pa so odprli žalno knjigo. Zaradi žalovanja so bile odpovedane prireditve v Sevnici - zaprti so bili kulturna dvorana, kino, bazen, športni dom, športna dvorana in mladinski center. Tudi v Občini Krško so bile odpovedane kulturne in športne prireditve, v Škocjanu pa so odpovedali praznovanje občinskega praznika. Ob 13. uri je bila še ena novinarska konferenca in ob 15. uri še ena v sejni sobi Občine Sevnica, na kateri so izrekli sožalje svojcem vseh preminulih. V istem prostoru so v soboto odprli še žalno knjigo.
7. julija (ponedeljek) je bila ob 15. uri žalna seja v spomin na Kristijana Janca, ki jo je pripravila Slovenska ljudska stranka v Kulturnem domu Krško. Udeležili so se je tudi strankarski župani, predsednik stranke Bojan Šrot, bivši predsednik stranke Janez Podobnik ter vodja strankine poslanske skupine v Državnem zboru Jakob Presečnik. Ob 18. uri je bila v kulturni dvorani Gasilskega doma v Sevnici žalna seja. Prisostvovali so ji svojci umrlih, tudi Ana Janc, edina preživela ponesrečenka, člani sevniškega občinskega sveta in tudi Janez Janša, France Cukjati, delegacija Državnega zbora, ministri, župani sosednjih občin, vodilni nekaterih podjetij, predstavniki društev in medijev. Po minuti tišine je navzočim spregovoril podžupan Srečko Ocvirk, ki se je tudi udeležil spusta.
V vseh župnijah na območju Občine Sevnica in tistih, od koder so bile doma žrtve, je bil dan molitve. V sevniški župnijski cerkvi svetega Nikolaja je potekala maša zadušnica, ki sta jo darovala celjski škof Anton Stres in novomeški škof Andrej Glavan.
8. julija je bila ob 13. uri še zadnja novinarska konferenca, na kateri so potrdili vseh 13 žrtev. Vlada je ta dan razglasila za dan žalovanja. Zastave na poslopjih državnih ustanov so bile spuščene na pol droga. V državnem zboru je potekala žalna seja, ki sta se je poleg poslancev udeležila še Janez Janša in Danilo Türk. Občina Sevnica je odprla račun za pomoč svojcem, med katerimi je bilo 22 otrok, od tega 15 nepreskrbljenih oziroma 10 mladoletnih. Preminulih so se spomnili tudi Posavci, ki so počitnikovali v turističnem naselju Bučanje v Nerezinah na otoku Lošinj. Na pobudo Slavice Mirt, predsednice sveta Krajevne skupnosti Krmelj je v nerezinski cerkvi potekala sveta maša za pokojne, ki jo je daroval tamkajšnji župnik Mate Žic in se je je udeležilo nekaj 10 ljudi, zatem pa je bila v nerezinski knjižnici še kratka žalna slovesnost z vpisovanjem v žalno knjigo.
V zahvalo reševalcem in drugim, ki so pomembno prispevali k reševalni in iskalni akciji, je Danilo Türk 14. julija na gradu Brdo pri Kranju podelil odlikovanja. Za tveganja, pogum in hitre odločitve pri reševanju in iskanju ponesrečenih na Blanci je z medaljo za hrabrost odlikoval Draga Žnideršiča, Gašperja Janežiča in Podvodno reševalno službo Slovenije. Medaljo za zasluge so zaradi povezovanja aktivnosti in organizacije dela pri reševanju in iskanju ponesrečenih prejeli Anton Travner, Vladimir Ban, Policijska uprava Krško ter Štab civilne zaščite za Posavje. Franci Bogovič je prejel zavoljo nesebične pomoči in sodelovanja pri reševanju in iskanju ponesrečenih medaljo za častno dejanje. Še isti dan pa je Klub posavskih novinarjev na pobudo Boštjana Colariča, snemalca televizije Vaš Kanal iz Novega mesta, poslal Uradu predsednika Republike Slovenije odprto pismo s predlogom odlikovanja Gorana Rovana ter policista Radeta Ivkoviča, ki sta požrtvovalno reševala ponesrečence in so ju na uradu spregledali.
O nesreči so poročali tudi tuji mediji, med njimi BBC, srbski B92, CNN (novica na spletu je bila med najbolj branimi), spletni portal Hrvaške rediotelevizije, portala Index.hr ter Jutranji.hr, italijanska La Repubblica.
Potekala je tudi temeljita analiza dogajanja na Savi, ki bi utegnila prispevati tudi predloge za spremembo obstoječe zakonodaje. Občini Sevnica in Krško ter podjetji Infra in Hidroelektrarne na spodnji Savi so ustanovile Ustanovo za pomoč svojcem nesreč. Ta je v prvi vrsti pomagala otrokom, ki so izgubili starše na Blanci, kasneje pa naj bi se njeno delovanje še razširilo. Fundacija naj bi se financirala iz donacij, nasledila pa naj bi račun, ki ga je za pomoč žrtvam odprla Občina Sevnica.

## Slovo od preminulih
Pogrebne slovesnosti so potekale v različnih terminih na domačih pokopališčih vsake izmed žrtev.
Torek, 8. julij
- 14.00 - Mateja Konajzler, na pokopališču v Boštanju
- 15.30 - Bojan Lipovšek, na pokopališču v Sevnici, pogreb je bil v družinskem krogu
- 17.00 - Mitja Špilek, na pokopališču na Čatežu ob Savi
- 18.00 - Kristijan Janc, na pokopališču na Studencu

Sreda, 9. julij
- 14.00 - Vojka Alif, na pokopališču na Razborju
- 17.00 - Janko Zemljak, na pokopališču v Sevnici
- 17.00 - Branko Safič, na pokopališču v Mokronogu
- 18.00 - Mihael Metelko, na pokopališču na Studencu

Četrtek, 10. julij
- 16.00 - Vladimir Ribič, na pokopališču na Senovem
- 17.00 - Aleš Logar, na pokopališču v Gabrijelah
- 18.00 - Rudolf Dobnik, na pokopališču v Gabrijelah
- 18.00 - Bogoslav Peklar, na pokopališču na Gorah nad Hrastnikom.[25]

Petek, 11. julij
- 16.00 - Marjan Kogovšek, na pokopališču v Boštanju

https://web.archive.org/web/20080709015722/http://www.obcina-sevnica.si/zalna_objava_1.htm

## Vzroki nesreče
Vzrokov nesreče je več. Minister za gospodarstvo Andrej Vizjak je na dan nesreče izjavil: »Skoraj ne morem verjeti, da so šli ljudje v tako nevaren spust. Očitno se niso resno pripravili. Šlo je zagotovo za človeško napako.« Naslednji dan je to še poudaril in zanikal, da bi bili krivi neustrezni varnostni ukrepi na elektrarni.
Največja napaka je bila, da so se peljali po gradbišču, kar je z zakonom prepovedano. Danilo Sabadin, Inšpektor za plovbo po celinskih vodah, ki si je prizorišče ogledal dan po nesreči, je povedal, da je gradbišče zelo veliko, saj se začne že pri Sevnici. Čolnarji so pluli po gradbišču, kamor je vsakemu razen zaposlenim vstop prepovedan. Gradbišče se namreč neprenehoma spreminja, zato se nikoli ne ve, kakšno je trenutno stanje znotraj. Poleg tega je potrebno upoštevati še odloke, ki določajo 500 metrov oddaljeno mejo približevanja zajezitvam (primer Zbiljskega in Ptujskega jezera).
Pri plovbi, kakršna je bila, je vedno zaželeno, če že ne obvezno, tudi nošenje rešilnih jopičev in čelad, česar nihče ni imel, razen že omenjenih izjem. Možna napaka je še bila verjetno izbira čolnov. Poliesterski kanuji so namenjeni za mirne, stoječe vode, medtem ko so za vožnjo po rekah primernejši gumijasti raftarski čolni, ki so širši, imajo manjši ugrez, se težje prelomijo in vsebujejo sistem za odlivanje vode.
Ne glede na vse to pa velja omeniti še neupoštevanje dogovora in preslišano opozorilo o obhodu elektrarne po kopnem.

## Odgovornost za dogodek
Državno tožilstvo je zavrglo ovadbo proti Milanu Jamniku, lastniku kanujev. Bil je osumljen povzročitve splošne nevarnosti. To je v javnosti sprožilo veliko začudenja, saj je bil kaznivega dejanja osumljen tisti, ki je posodil kanuje in ne organizator.

## Nekaj naključij
- Ena izmed prvih služb Kristijana Janca je bila služba reševalca iz vode na sevniškem letnem bazenu.[28]
- Marjana Kogovška je Sava kot edinega odnesla preko slovensko-hrvaške meje. Kot uslužbenec Jedrske elektrarne Krško je 25 let skrbel za jez in zapornice elektrarne. Sava ga je odnesla »čez« njegovo dolgoletno delovno mesto.[29]
- Občinski svet Občine Sevnica je 19. septembra 2007 sprejel Odlok o določitvi plovbnega režima na reki Savi na območju akumulacijskega bazena HE Boštanj[30], ki ga je lastnoročno podpisal Kristijan Janc kot župan, v veljavo pa je stopil 29. septembra 2007 (en dan po objavi v Uradnem listu Republike Slovenije), torej dobrih 9 mesecev pred nesrečo. Plovno območje celinskih voda po tem odloku je reka Sava na območju akumulacijskega bazena HE Boštanj in se deli na cone A, B, C in D. V 4. členu piše, da je v conah C in D (slednja zajema tudi območje pred HE Boštanj) plovba prepovedana za vsa plovila, razen za plovila za potrebe izvajanja javnih služb, varstva voda, vzdrževanja in upravljanja vodotoka, izvrševanja vodnih pravic, reševanja ljudi, živali in premoženja, izvajanja nalog policije, zaradi obrambe države, plovila za zaščito, reševanje in pomoč ter za intervencijska plovila upravljavca in vzdrževalca akumulacijskega bazena in HE Boštanj. 26. člen pa nalaga kršilcu 4. člena kazen v višini 300 evrov, če gre za fizično, in 1000 evrov, če gre za pravno osebo.[31] Čeprav se odlok ne nanaša na elektrarno na Blanci, se lahko izvedba spusta na neki način obravnava kot kršenje lastnih pravil, saj sta obe elektrarni enake zasnove in se nahajata na isti reki in v isti občini.